# Martin Truex Jr.
Statistiques en NASCAR Cup Series
Dernière mise à jour : 22 novembre 2023 
Martin Truex Jr. est un pilote automobile professionnel américain évoluant en NASCAR Cup Series né le 29 juin 1980 à Mayetta (en) dans le New Jersey.

## Carrière
Il décroche le titre de champion en Xfinity Series lors des saisons 2004 et 2005.
Il pilote en NASCAR Cup Series la Toyota no 56 au sein de l'écurie Michael Waltrip Racing jusqu'en fin de saison 2013. Il rejoint en 2014 la Furniture Row Racing et y remplace Kurt Busch en pilotant la Chevrolet no 78. 
Il réussit l'exploit de qualifier son écurie en 2015 pour la finale du championnat de Cup Series à Homestead-Miami Speedway.
En 2017, au volant de la Toyota Camry no 78, il remporte huit courses de Cup Series et décroche à Homestead-Miami Speedway son 1er titre de champion lors des NASCAR Cup Series 2017.
Ryan, son plus jeune frère, a été champion en K&N Pro Series East Division (en) et pilote actuellement en Camping World Truck Series. Son cousin, Curtis, est pilote au sein de l'écurie JR Motorsports (en).
En 2019 Martin Truex Jr rejoint Joe Gibbs Racing pour piloter la voiture no 19, son ancienne écurie, la Furniture Row Racing ayant décidé de ne plus inscrire la voiture no 78 après la fin de saison 2018 en raison de problèmes financiers. Son chef mécano, Cole Pearn, et son spotter, Clayton Hughes, l'y accompagnent.

## Statistiques

### NASCAR Cup Series
Légende :
En gras = Pole position acquise au temps en qualification.
En italique = Pole position acquise soit par le classement provisoire (aux points) ou au temps aux essais.
* = + de tours menés.
| Année | Écurie                   | N° | Marque | 1      | 2      | 3      | 4      | 5      | 6      | 7       | 8      | 9       | 10     | 11      | 12     | 13      | 14     | 15     | 16      | 17     | 18     | 19     | 20     | 21     | 22     | 23     | 24     | 25      | 26      | 27      | 28     | 29     | 30     | 31     | 32     | 33      | 34     | 35     | 36     | Clas. | Pts  |
| ----- | ------------------------ | -- | ------ | ------ | ------ | ------ | ------ | ------ | ------ | ------- | ------ | ------- | ------ | ------- | ------ | ------- | ------ | ------ | ------- | ------ | ------ | ------ | ------ | ------ | ------ | ------ | ------ | ------- | ------- | ------- | ------ | ------ | ------ | ------ | ------ | ------- | ------ | ------ | ------ | ----- | ---- |
| 2004  | Dale Earnhardt, Inc.     | 1  | Chevy  |        |        |        |        |        |        |         |        |         |        |         |        |         |        |        |         |        |        |        |        |        |        |        |        |         |         | NHA DNQ |        |        |        |        |        | ATL 37  |        |        | HOM 32 | 70e   | 119  |
| 2005  | Dale Earnhardt, Inc.     | 1  | Chevy  | DAY 34 |        |        |        |        |        |         |        | TAL 21  |        |         | CLT 7  |         |        |        |         |        |        |        |        | IND 42 |        |        |        |         |         |         |        | TAL 28 |        |        |        | ATL 40  | TEX 15 |        |        | 47e   | 589  |
| 2006  | Dale Earnhardt, Inc.     | 1  | Chevy  | DAY 16 | CAL 15 | LVS 20 | ATL 19 | BRI 38 | MAR 19 | TEX 8   | PHO 22 | TAL 36  | RCH 41 | DAR 14  | CLT 21 | DOV 22  | POC 24 | MCH 15 | SON 16  | DAY 29 | CHI 19 | NHA 18 | POC 10 | IND 19 | GLN 28 | MCH 30 | BRI 18 | CAL 18  | RCH 40  | NHA 22  | DOV 6  | KAN 11 | TAL 5  | CLT 31 | MAR 36 | ATL 37  | TEX 14 | PHO 12 | HOM 2  | 19e   | 3673 |
| 2007  | Dale Earnhardt, Inc.     | 1  | Chevy  | DAY 29 | CAL 42 | LVS 12 | ATL 8  | BRI 37 | MAR 29 | TEX 7   | PHO 20 | TAL 10  | RCH 28 | DAR 11  | CLT 16 | DOV 1*  | POC 3  | MCH 2  | SON 24  | NHA 3  | DAY 13 | CHI 39 | IND 12 | POC 22 | GLN 6  | MCH 2  | BRI 11 | CAL 6   | RCH 15  | NHA 5   | DOV 13 | KAN 38 | TAL 42 | CLT 17 | MAR 19 | ATL 31* | TEX 3  | PHO 7  | HOM 6  | 11e   | 6164 |
| 2008  | Dale Earnhardt, Inc.     | 1  | Chevy  | DAY 20 | CAL 6  | LVS 15 | ATL 21 | BRI 13 | MAR 21 | TEX 36  | PHO 8  | TAL 37  | RCH 5  | DAR 14  | CLT 34 | DOV 6   | POC 17 | MCH 17 | SON 16  | NHA 4  | DAY 17 | CHI 9  | IND 24 | POC 15 | GLN 5  | MCH 16 | BRI 35 | CAL 19  | RCH 16  | NHA 7   | DOV 20 | KAN 43 | TAL 41 | CLT 14 | MAR 10 | ATL 15  | TEX 8  | PHO 43 | HOM 10 | 15e   | 3839 |
| 2009  | Earnhardt Ganassi Racing | 1  | Chevy  | DAY 11 | CAL 27 | LVS 32 | ATL 10 | BRI 26 | MAR 29 | TEX 25  | PHO 7  | TAL 33  | RCH 22 | DAR 6   | CLT 23 | DOV 21  | POC 18 | MCH 26 | SON 25  | NHA 37 | DAY 25 | CHI 16 | IND 17 | POC 19 | GLN 28 | MCH 21 | BRI 22 | ATL 26* | RCH 39  | NHA 19  | DOV 33 | KAN 16 | CAL 22 | CLT 9  | MAR 28 | TAL 31  | TEX 14 | PHO 5  | HOM 9  | 23e   | 3503 |
| 2010  | Michael Waltrip Racing   | 56 | Toyota | DAY 6  | CAL 39 | LVS 20 | ATL 27 | BRI 12 | MAR 5  | PHO 17  | TEX 9  | TAL 12  | RCH 7  | DAR 19  | DOV 12 | CLT 23  | POC 25 | MCH 17 | SON 42  | NHA 22 | DAY 35 | CHI 11 | IND 26 | POC 9  | GLN 15 | MCH 8  | BRI 17 | ATL 12  | RCH 22  | NHA 20  | DOV 34 | KAN 20 | CAL 18 | CLT 15 | MAR 29 | TAL 6   | TEX 38 | PHO 15 | HOM 11 | 22e   | 3916 |
| 2011  | Michael Waltrip Racing   | 56 | Toyota | DAY 19 | PHO 14 | LVS 6  | BRI 17 | CAL 21 | MAR 40 | TEX 35  | TAL 13 | RCH 27  | DAR 10 | DOV 8   | CLT 26 | KAN 20  | POC 10 | MCH 26 | SON 8   | DAY 35 | KEN 18 | NHA 8  | IND 24 | POC 12 | GLN 4  | MCH 19 | BRI 2  | ATL 14  | RCH 30  | CHI 18  | NHA 16 | DOV 30 | KAN 36 | CLT 23 | TAL 10 | MAR 8   | TEX 8  | PHO 20 | HOM 3  | 18e   | 937  |
| 2012  | Michael Waltrip Racing   | 56 | Toyota | DAY 12 | PHO 7  | LVS 17 | BRI 3  | CAL 8  | MAR 5  | TEX 6   | KAN 2* | RCH 25  | TAL 28 | DAR 5   | CLT 12 | DOV 7   | POC 20 | MCH 12 | SON 22  | KEN 8  | DAY 17 | NHA 11 | IND 8  | POC 3  | GLN 10 | MCH 10 | BRI 11 | ATL 4   | RCH 21  | CHI 9   | NHA 17 | DOV 6  | TAL 13 | CLT 10 | KAN 2  | MAR 23  | TEX 13 | PHO 43 | HOM 6  | 11e   | 2299 |
| 2013  | Michael Waltrip Racing   | 56 | Toyota | DAY 24 | PHO 36 | LVS 8  | BRI 12 | CAL 18 | MAR 40 | TEX 2   | KAN 4  | RCH 17  | TAL 7  | DAR 12  | CLT 9  | DOV 38  | POC 23 | MCH 3  | SON 1*  | KEN 7  | DAY 41 | NHA 16 | IND 11 | POC 15 | GLN 3  | MCH 16 | BRI 35 | ATL 3   | RCH 7   | CHI 18  | NHA 10 | DOV 15 | KAN 19 | CLT 22 | TAL 8  | MAR 16  | TEX 14 | PHO 8  | HOM 4  | 16e   | 998  |
| 2014  | Furniture Row Racing     | 78 | Chevy  | DAY 43 | PHO 22 | LVS 14 | BRI 36 | CAL 23 | MAR 21 | TEX 18  | DAR 27 | RCH 10  | TAL 17 | KAN 21  | CLT 25 | DOV 6   | POC 9  | MCH 37 | SON 15  | KEN 19 | DAY 15 | NHA 12 | IND 25 | POC 32 | GLN 13 | MCH 36 | BRI 20 | ATL 23  | RCH 25  | CHI 14  | NHA 12 | DOV 7  | KAN 4  | CLT 14 | TAL 27 | MAR 38  | TEX 19 | PHO 12 | HOM 17 | 24e   | 857  |
| 2015  | Furniture Row Racing     | 78 | Chevy  | DAY 8  | ATL 6  | LVS 2  | PHO 7  | CAL 8  | MAR 6  | TEX 9   | BRI 29 | RCH 10  | TAL 5  | KAN 9*  | CLT 5* | DOV 6*  | POC 1* | MCH 3  | SON 42  | DAY 38 | KEN 17 | NHA 12 | IND 4  | POC 19 | GLN 25 | MCH 3  | BRI 28 | DAR 9   | RCH 32  | CHI 13  | NHA 8  | DOV 11 | CLT 3  | KAN 15 | TAL 7  | MAR 6   | TEX 8  | PHO 14 | HOM 12 | 4e    | 5032 |
| 2016  | Furniture Row Racing     | 78 | Toyota | DAY 2  | ATL 7  | LVS 11 | PHO 14 | CAL 32 | MAR 18 | TEX 6*  | BRI 14 | RCH 9   | TAL 13 | KAN 14* | DOV 9  | CLT 1*  | POC 19 | MCH 12 | SON 5   | DAY 29 | KEN 10 | NHA 16 | IND 8  | POC 38 | GLN 7  | BRI 23 | MCH 20 | DAR 1   | RCH 3*  | CHI 1   | NHA 7* | DOV 1* | CLT 13 | KAN 11 | TAL 40 | MAR 7   | TEX 3  | PHO 40 | HOM 36 | 11e   | 2271 |
| 2017  | Furniture Row Racing     | 78 | Toyota | DAY 13 | ATL 8  | LVS 1* | PHO 11 | CAL 4  | MAR 16 | TEX 8   | BRI 8  | RCH 10  | TAL 35 | KAN 1*  | CLT 3* | DOV 3   | POC 6  | MCH 6  | SON 37* | DAY 34 | KEN 1* | NHA 3* | IND 33 | POC 3  | GLN 1* | MCH 2  | BRI 21 | DAR 8   | RCH 20* | CHI 1   | NHA 5  | DOV 4  | CLT 1  | TAL 23 | KAN 1  | MAR 2   | TEX 2* | PHO 3  | HOM 1  | 1er   | 5040 |
| 2018  | Furniture Row Racing     | 78 | Toyota | DAY 18 | ATL 5  | LVS 4  | PHO 5  | CAL 1* | MAR 4  | TEX 37  | BRI 30 | RCH 14* | TAL 26 | DOV 4   | KAN 2  | CLT 2   | POC 1  | MCH 18 | SON 1*  | CHI 4  | DAY 2  | KEN 1* | NHA 4  | POC 15 | GLN 2  | MCH 14 | BRI 30 | DAR 11  | IND 40  | LVS 3*  | RCH 3* | CLT 14 | DOV 15 | TAL 23 | KAN 5  | MA 3    | TEX 9  | PHO 14 | HOM 2  | 2e    | 5035 |
| 2019  | Joe Gibbs Racing         | 19 | Toyota | DAY 35 | ATL 2  | LVS 8  | PHO 2  | CAL 8  | MAR 8  | TEX 12  | BRI 17 | RCH 1*  | TAL 20 | DOV 1   | KAN 19 | CLT 1*  | POC 35 | MCH 3  | SON 1*  | CHI 9  | DAY 22 | KEN 19 | NHA 6  | POC 3  | GLN 2  | MCH 4  | BRI 13 | DAR 15  | IND 27  | LVS 1   | RCH 1  | CLT 7  | DOV 2  | TAL 26 | KAN 6  | MAR 1*  | TEX 6  | PHO 6  | HOM 2  | 2e    | 5035 |
| 2020  | Joe Gibbs Racing         | 19 | Toyota | DAY 32 | LVS 20 | CAL 14 | PHO 32 | DAR 6  | DAR 10 | CLT 6   | CLT 9  | BRI 20  | ATL 3  | MAR 1   | HOM 12 | TAL 24  | POC 6  | POC 10 | IND 38  | KEN 2  | TEX 29 | KAN 3  | NHA 3  | MCH 3  | MCH 3  | DAY 3  | DOV 2  | DOV 2   | DAY 4   | DAR 22* | RCH 2  | BRI 24 | LVS 4  | TAL 23 | CLT 7  | KAN 9   | TEX 2  | MAR 22 | PHO 10 | 7e    | 2341 |
| 2021  | Joe Gibbs Racing         | 19 | Toyota | DAY 25 | DAY 12 | HOM 3  | LVS 6  | PHO 1  | ATL 9  | BRI 19* | MAR 1  | RCH 5   | TAL 31 | KAN 6   | DAR 1* | DOV 19  | COA 35 | CLT 29 | SON 3   | NSH 22 | POC 18 | POC 11 | ROA 9  | ATL 3  | NHA 12 | GLN 3* | IND 15 | MCH 10  | DAY 29  | DAR 4   | RCH 1  | BRI 7  | LVS 4  | TAL 12 | CLT 29 | TEX 25  | KAN 7  | MAR 4  | PHO 2  | 2e    | 5035 |
| 2022  | Joe Gibbs Racing         | 19 | Toyota | DAY 13 | CAL 13 | LVS 8  | PHO 35 | ATL 8  | COA 7  | RCH 4   | MAR 22 | BRI 21  | TAL 5  | DOV 12  | DAR 24 | KAN 6   | CLT 12 | GTW 6  | SON 26  | NSH 22 | ROA 13 | ATL 11 | NHA 4* | POC 7  | IND 21 | MCH 6  | RCH 7  | GLN 23  | DAY 8   | DAR 31  | KAN 5  | BRI 36 | TEX 31 | TAL 26 | CLT 17 | LVS 7   | HOM 6  | MAR 20 | PHO 15 | 17e   | 1037 |
| 2023  | Joe Gibbs Racing         | 19 | Toyota | DAY 15 | CAL 11 | LVS 7  | PHO 17 | ATL 19 | COA 17 | RCH 11  | BRD 7  | MAR 3   | TAL 27 | DOV 1   | KAN 8  | DAR 31* | CLT 3  | GTW 5  | SON 1*  | NSH 2  | CSC 32 | ATL 29 | NHA 1* | POC 3  | RCH 7  | MCH 2  | IRC 7  | GLN 6   | DAY 24  | DAR 18  | KAN 36 | BRI 19 | TEX 17 | TAL 18 | ROV 20 | LVS 9   | HOM 29 | MAR 12 | PHO 6  | 11e   | 2269 |
| 2024  | Joe Gibbs Racing         | 19 | Toyota | DAY    | ATL    | LVS    | PHO    | BRI    | COA    | RCH     | MAR    | TEX     | TAL    | DOV     | KAN    | DAR     | CLT    | GTW    | SON     | IOW    | NHA    | NSH    | CSC    | POC    | IND    | RCH    | MCH    | DAY     | DAR     | ATL     | GLN    | BRI    | KAN    | TAL    | ROV    | LVS     | HOM    | MAR    | PHO    | -     | -    |

### Daytona 500

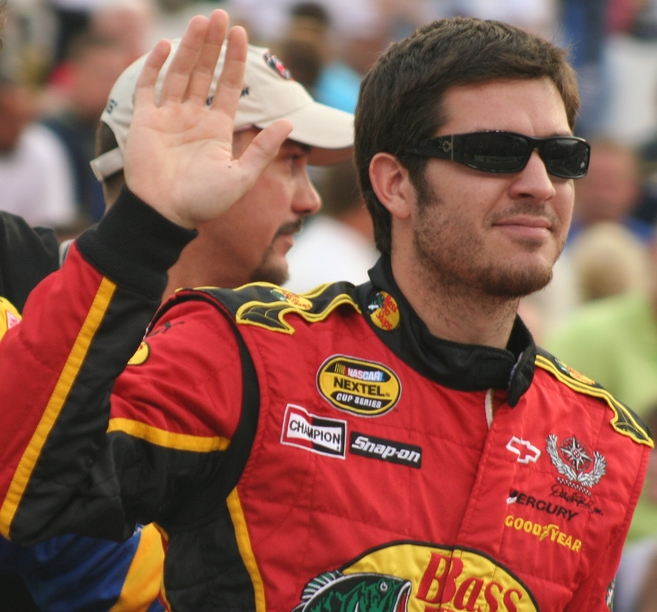
Martin Truex en 2007

| Année | Écurie                   | Marque    | Place départ | Place arrivée |
| ----- | ------------------------ | --------- | ------------ | ------------- |
| 2005  | Dale Earnhardt, Inc.     | Chevrolet | 10e          | 34e           |
| 2006  | Dale Earnhardt, Inc.     | Chevrolet | 19e          | 16e           |
| 2007  | Dale Earnhardt, Inc.     | Chevrolet | 13e          | 29e           |
| 2008  | Dale Earnhardt, Inc.     | Chevrolet | 25e          | 20e           |
| 2009  | Earnhardt Ganassi Racing | Chevrolet | 1er          | 11e           |
| 2010  | Michael Waltrip Racing   | Toyota    | 14e          | 6e            |
| 2011  | Michael Waltrip Racing   | Toyota    | 20e          | 19e           |
| 2012  | Michael Waltrip Racing   | Toyota    | 26e          | 12e           |
| 2013  | Michael Waltrip Racing   | Toyota    | 37e          | 24e           |
| 2014  | Furniture Row Racing     | Chevrolet | 2e           | 43e           |
| 2015  | Furniture Row Racing     | Chevrolet | 10e          | 8e            |
| 2016  | Furniture Row Racing     | Toyota    | 28e          | 2e            |
| 2017  | Furniture Row Racing     | Toyota    | 35e          | 13e           |
| 2018  | Furniture Row Racing     | Toyota    | 24e          | 18e           |
| 2019  | Joe Gibbs Racing         | Toyota    | 11e          | 35e           |
| 2020  | Joe Gibbs Racing         | Toyota    | 15e          | 32e           |
| 2021  | Joe Gibbs Racing         | Toyota    | 26e          | 25e           |
| 2022  | Joe Gibbs Racing         | Toyota    | 14e          | 13e           |
| 2023  | Joe Gibbs Racing         | Toyota    | 16e          | 15e           |

### NASCAR Nationwide/Xfinity Series
| Année | Écurie                           | N° | Marque | 1      | 2      | 3      | 4      | 5      | 6      | 7      | 8      | 9      | 10     | 11     | 12     | 13     | 14     | 15    | 16     | 17    | 18    | 19     | 20     | 21    | 22     | 23    | 24    | 25    | 26      | 27      | 28     | 29     | 30     | 31     | 32    | 33      | 34     | 35     | Clas. | Pts  |  |
| ----- | -------------------------------- | -- | ------ | ------ | ------ | ------ | ------ | ------ | ------ | ------ | ------ | ------ | ------ | ------ | ------ | ------ | ------ | ----- | ------ | ----- | ----- | ------ | ------ | ----- | ------ | ----- | ----- | ----- | ------- | ------- | ------ | ------ | ------ | ------ | ----- | ------- | ------ | ------ | ----- | ---- |  |
| 2001  | Truex Motorsports (en)           | 56 | Chevy  |        |        |        |        |        |        |        |        |        |        |        |        |        |        |       |        |       |       |        |        |       |        |       |       |       |         | DOV 38  |        |        |        |        |       | HOM DNQ |        |        | 133e  | 49   |  |
| 2002  | Phoenix Racing                   | 1  |        |        |        |        |        |        |        |        |        |        |        | NHA 29 |        |        |        |       |        |       |       |        |        |       |        |       |       |       |         |         |        |        |        |        |       |         |        |        | 65e   | 370  |  |
| 2002  | Truex Motorsports (en)           | 56 | Chevy  |        |        |        |        |        |        |        |        |        |        |        |        |        | DOV 17 |       |        |       |       |        |        |       |        |       |       |       |         |         |        |        |        |        |       |         | HOM 23 |        | 65e   | 370  |  |
| 2002  | Truex Motorsports (en)           | 58 | Chevy  |        |        |        |        |        |        |        |        |        |        |        |        |        |        |       |        |       |       |        |        |       |        |       |       |       | RCH DNQ | DOV 25  |        |        |        |        |       |         |        |        | 65e   | 370  |  |
| 2003  | Truex Motorsports (en)           | 58 | Chevy  |        |        |        |        |        |        |        | NSH 15 |        |        |        |        |        |        |       | KEN 21 |       |       |        |        |       | IRP 21 |       |       |       |         |         |        |        |        |        |       |         |        |        | 40e   | 1228 |  |
| 2003  | Chance 2 Motorsports (en)        | 81 | Chevy  |        |        |        |        |        |        |        |        |        | RCH 31 |        |        |        | DOV 18 |       |        |       |       |        |        |       |        |       | BRI 6 |       |         | DOV DNQ |        |        |        |        |       |         |        |        | 40e   | 1228 |  |
| 2003  | Stanton Barrett Motorsports (en) | 91 | Chevy  |        |        |        |        |        |        |        |        |        |        |        |        |        |        |       |        |       |       |        |        |       |        |       |       |       |         | DOV 13  |        |        |        |        |       |         |        |        | 40e   | 1228 |  |
| 2003  | Dale Earnhardt, Inc.             | 8  | Chevy  |        |        |        |        |        |        |        |        |        |        |        |        |        |        |       |        |       |       |        |        |       |        |       |       |       |         |         |        | CLT 17 |        |        |       | CAR 2   | HOM 2  |        | 40e   | 1228 |  |
| 2004  | Chance 2 Motorsports (en)        | 81 | Chevy  | DAY 28 |        |        |        |        |        |        |        |        |        |        |        |        |        |       |        |       |       |        |        |       |        |       |       |       |         |         |        |        |        |        |       |         |        |        | 1er   | 5173 |  |
| 2004  | Chance 2 Motorsports (en)        | 8  | Chevy  |        | CAR 2  | LVS 14 | DAR 4  | BRI 1  | TEX 10 | NSH 23 | TAL 1  | CAL 13 | GTY 1  | RCH 7  | NZH 1  | CLT 14 | DOV 2  | NSH 2 | KEN 6  | MLW 9 | DAY 3 | CHI 14 | NHA 11 | PPR 5 | IRP 4  | MCH 3 | BRI 7 | CAL 6 | RCH 3   | DOV 1   | KAN 30 | CLT 6  | MEM 1  | ATL 9  | PHO 3 | DAR 4   | HOM 9  |        | 1er   | 5173 |  |
| 2005  | Chance 2 Motorsports (en)        | 8  | Chevy  | DAY 4  | CAL 30 | MXC 1  | LVS 16 | ATL 11 | NSH 14 | BRI 31 | TEX 35 | PHO 9  | TAL 1  | DAR 3  | RCH 38 | CLT 7  | DOV 1  | NSH 5 | KEN 2  | MLW 2 | DAY 1 | CHI 7  | NHA 1  | PPR 4 | GTY 26 | IRP 1 | GLN 5 | MCH 4 | BRI 6   | CAL 15  | RCH 27 | DOV 12 | KAN 9  | CLT 11 | MEM 3 | TEX 11  | PHO 6  | HOM 7  | 1er   | 4937 |  |
| 2006  | Chance 2 Motorsports (en)        | 8  | Chevy  |        |        |        |        |        |        |        |        |        | TAL 1  |        |        | CLT 5  |        |       |        |       |       |        |        |       |        |       |       |       |         |         |        | DOV 30 |        |        |       |         |        |        | 50e   | 835  |  |
| 2006  | JR Motorsports (en)              | 88 | Chevy  |        |        |        |        |        |        |        |        |        |        |        |        |        |        |       |        |       | DAY 8 | CHI 16 |        |       |        |       | GLN 6 |       |         |         |        |        |        |        |       |         |        |        | 50e   | 835  |  |
| 2007  | Dale Earnhardt, Inc.             | 11 | Chevy  | DAY 6  |        |        |        |        |        |        |        |        | TAL 41 |        |        |        |        |       |        |       |       |        |        |       |        |       |       |       |         |         |        |        |        |        |       |         |        |        | 84e   | 370  |  |
| 2007  | Dale Earnhardt, Inc.             | 8  | Chevy  |        |        |        |        |        |        |        |        |        |        |        |        |        |        |       |        |       |       |        |        |       |        |       |       |       |         |         |        | DOV 2  |        |        |       |         |        |        | 84e   | 370  |  |
| 2008  | Dale Earnhardt, Inc.             | 8  | Chevy  | DAY 11 |        |        |        |        |        |        |        |        |        |        |        |        |        |       |        |       |       |        |        |       |        |       |       |       |         |         |        |        |        |        |       |         |        |        | 100e  | 175  |  |
| 2008  | JR Motorsports (en)              | 5  | Chevy  |        |        |        |        | BRI 41 |        |        |        |        |        |        |        |        |        |       |        |       |       |        |        |       |        |       |       |       |         |         |        |        |        |        |       |         |        |        | 100e  | 175  |  |
| 2009  | Phoenix Racing                   | 1  | Chevy  |        |        |        |        |        |        |        |        |        |        |        |        |        |        |       |        |       |       |        |        |       |        |       |       |       |         | RCH 6   | DOV 16 |        |        |        |       |         |        |        | 88e   | 265  |  |
| 2010  | Diamond-Waltrip Racing (en)      | 00 | Toyota |        |        |        |        |        |        |        |        |        |        |        |        |        |        |       |        |       |       |        |        |       |        |       |       |       |         |         |        | KAN 5  |        | CLT 2  |       |         | PHO 34 |        | 51e   | 771  |  |
| 2010  | Diamond-Waltrip Racing (en)      | 99 | Toyota |        |        |        |        |        |        |        |        |        |        |        |        |        |        |       |        |       |       |        |        |       |        |       |       |       |         |         |        |        | CAL 25 |        |       | TEX 5   |        | HOM 12 | 51e   | 771  |  |
| 2021  | Joe Gibbs Racing                 | 54 | Toyota |        |        |        |        |        | ATL 2* |        |        |        |        |        |        |        |        |       |        |       |       |        |        |       |        |       |       |       |         |         |        |        |        |        |       |         |        |        | 76th  | 01   |  |

### Camping World Truck Series
| Année | Écurie                        | N° | Marque | 1   | 2   | 3   | 4   | 5      | 6   | 7   | 8   | 9   | 10     | 11     | 12  | 13  | 14  | 15  | 16  | 17  | 18  | 19  | 20  | 21  | 22  | 23  | 24  | 25  | CNCT | Pts |
| ----- | ----------------------------- | -- | ------ | --- | --- | --- | --- | ------ | --- | --- | --- | --- | ------ | ------ | --- | --- | --- | --- | --- | --- | --- | --- | --- | --- | --- | --- | --- | --- | ---- | --- |
| 2005  | Billy Ballew Motorsports (en) | 15 | Chevy  | DAY | CAL | ATL | MAR | GTY    | MFD | CLT | DOV | TEX | MCH    | MLW 15 | KAN | KEN | MEM | IRP | NSH | BRI | RCH | NHA | LVS | MAR | ATL | TEX | PHO | HOM | 77e  | 106 |
| 2006  | Billy Ballew Motorsports (en) | 51 | Chevy  | DAY | CAL | ATL | MAR | GTY    | CLT | MFD | DOV | TEX | MCH 34 | MLW    | KAN | KEN | MEM | IRP | NSH | BRI | NHA | LVS | TAL | MAR | ATL | TEX | PHO | HOM | 85e  | 61  |
| 2011  | Kyle Busch Motorsports        | 51 | Toyota | DAY | DAY | LVS | ATL | BRI 1* | RCH | KAN | DAR | COA | CLT    | TEX    | NSH | POC | KNX | GLN | GTW | DAR | BRI | LVS | TAL | MAR | PHO |     |     |     | 95e  | 0   |

### International Race of Champions
(Gras – Pole position. * – + grand nombre de tours menés.)
| Année | Marque  | 1     | 2     | 3     | 4      | Position | Points |
| ----- | ------- | ----- | ----- | ----- | ------ | -------- | ------ |
| 2005  | Pontiac | DAY 2 | TEX 4 | RCH 5 | ATL 1* | 2e       | 68     |
| 2006  | Pontiac | DAY 5 | TEX 3 | DAY 6 | ATL 1  | 3e       | 57     |

## Vie privée
Truex Jr est né à Trenton dans le New Jersey, et a grandi à Mayetta (en) dans le faubourg de Stafford Township. Il est gradué de la Southern Regional High School (en) en 1998. 
Son père, Martin Truex Sr., était un ancien pilote ayant gagné des courses de NASCAR K&N Pro Series East (en) (appelée par la suite la NASCAR Busch North Series). 
Son plus jeune frère, Ryan (en), a été champion de K&N Pro Series East et fut en 2014 candidat au titre de Rookie of the Year en NASCAR Cup Series.
Depuis 2005, Truex a pour compagne Sherry Pollex. En 2007, il inaugure la fondation Martin Truex Jr. pour soutenir les enfants atteints de cancer. En 2014, Pollex est diagnostiquée atteinte d'un cancer ovarien de stade 3.

Truex Jr est un fan fervent des équipes des Eagles de Philadelphie évoluant en NFL et des Flyers de Philadelphie  évoluant en NHL,.